# Folke Eriksberg
Sten Folke Emelin Eriksberg, egentligen Eriksberger, ursprungligen Eriksson, född den 27 oktober 1910 i Stockholm, död den 11 juni 1976 i Katarina församling, Stockholm, var en svensk gitarrist och kompositör. 
Folke Eriksberg debuterade 1927 och återfanns senare i Svenska Paramountorkestern och Gösta Törners orkester. Han tillhörde Frank Vernons orkester i Stockholm 1928–1933 och spelade därefter med bland andra Seymour Österwall, Thore Ehrling och Svenska Hotkvintetten. 
Åren 1933–1935 tillbringade Folke Eriksberg i Barcelona. Han var en av de första i Sverige att spela elgitarr och gjorde sina första skivinspelningar 1936. 
Han var efterfrågad som studiomusiker och medverkade på cirka 3 500 skivinspelningar med artister som Povel Ramel, Lapp-Lisa, Rosita Serrano och Sven-Olof Sandberg.
Tillsammans med Sven Stiberg gav Folke Eriksberg på 1940-talet ut en gitarrskola, där bland annat singelstring-tekniken (the single-note style) utförligt behandlades och som blev grund för många unga gitarristers utveckling.
Tillsammans med Ramonafabriken utvecklade Folke Eriksberg också sin s.k. signaturgitarr, "Eriksbergsgitarren".
Folke Eriksberg är begravd på Skogskyrkogården i Stockholm.

## Filmmusik
- 1952 – Klackarna i taket

## Filmografi roller
- 1941 – Det sägs på stan
- 1941 – Fröken Kyrkråtta
- 1942 – Det är min musik
- 1942 – Ta hand om Ulla
- 1947 – Maria
- 1949 – Med flyg till sjunde himlen